# ログインテーブルトークRPGシリーズ
ログインテーブルトークRPGシリーズは、日本の出版社・エンターブレインが発行しているテーブルトークRPG（TRPG）関係の書籍レーベル。元々はログアウトテーブルトークRPGシリーズというレーベル名だったが、2000年にアスキーのグループ再編でアスペクトから新設されたエンターブレインへ事業譲渡されたことに伴い、レーベル名が変更された。

## 概要
ログインテーブルトークRPGシリーズの前身であるログアウトテーブルトークRPGシリーズは、1993年にアスペクト社によって創刊されたレーベルである。同社のテーブルトークRPG雑誌『LOGOUT』の創刊と同時で、同誌で取り上げていたゲームの関連製品の出版を行うことがレーベルの目的となっていた。
『LOGOUT』休刊後もレーベルは継続し、いわゆる「TRPG冬の時代」の間はテーブルトークRPGを定期的に出し続けた数少ないレーベルの一つとなっていた。その時期に多くの浮動ユーザーを取り込んだおかげで、2000年代以降の国産テーブルトークRPG市場においては中心的な位置に立つレーベルにまで成長した。
レーベルで扱うゲームはファーイースト・アミューズメント・リサーチ（F.E.A.R.）社が製作したゲームが多く、TRPG出版ではエンターブレインのライバルとも言える富士見書房がグループSNEが製作/翻訳したゲームが中心なのとは対照的になっている。

## 判型について
ログインテーブルトークRPGシリーズ（ログアウトテーブルトークRPGシリーズ）はその開設の時点から現在まで比較的大きめの書籍タイプで商品供給を行っている。2011年現在ではB5判ソフトカバーでの供給が主流であり、一部のリプレイやルールブックにA5単行本サイズが採用されている。また、『石田ヒロユキイラスト集 フライング・カラーズ』などA4判の商品も少数ながら存在する。なお、アスペクト／エンターブレインは文庫本サイズのTRPGやリプレイも数多く出版しているが、それらはログインテーブルトークRPGシリーズ（ログアウトテーブルトークRPGシリーズ）のレーベル名がつけられず、ログアウト冒険文庫やファミ通文庫のレーベルから出版されている。
レーベル開設当時のTRPG業界では「重いルールのゲームや道具を多く使うゲームはボックス判で玩具流通を行い、軽いルールのゲームは文庫判で書店流通を行う」というのが常識であったため、ログアウトテーブルトークRPGシリーズの「書籍タイプ」へのこだわりは珍しい部類であったと言える。
大判書籍タイプへのこだわりは、創刊当時は中途半端という印象をユーザーにもたれがちだった。3000円 - 4000円程度の価格帯で「本」を買わされるというのに違和感を持つユーザーが多かったのである（価格帯はボックス判のゲームより2割程度安いだけで、書籍と言うカテゴリの中ではかなり高いものであった）。また、専用のカードが数十枚使われるようなゲームでも強引に書籍のルールブックに封入して販売しており、あげくにマスタースクリーンまで書籍のルールブックに封入していた。ここについても「そこまでするならボックス版にしてコンポーネントをもっと凝ったものにするべきでは」という印象をユーザーにもたれがちだった。
しかし、この大判書籍タイプという形態は後に来る「冬の時代」で真価を発揮することになる。
1990年代後半、日本のテーブルトークRPG市場は様々な理由により急激に減退した。これを俗に「テーブルトークRPG冬の時代」と呼ぶ。「冬の時代」においては文庫による薄利多売をメインにしていた角川書店（角川スニーカーG文庫）や富士見書房（富士見ドラゴンブック）は出版点数が大きく減少してしまい、ボックス版が中心であったホビージャパンも通常書籍と違って返品が利かない製品ばかりであったことかた販売店から敬遠されて一時的にTRPG市場から撤退せざるを得なかった。しかし、ログインテーブルトークRPGシリーズ（ログアウトテーブルトークRPGシリーズ）はこの時代に逆に活路を見出す。学術書と同じような形で"高額で小部数の書籍”としてTRPG出版を行うことでコアユーザー相手に安定した商売を行えたのだ。この結果、2000年代に入って冬が明けた頃にはエンターブレインは日本のテーブルトークRPG市場では最有力企業の一つになった。冬の時代が明けてからは多くの出版社がTRPG出版を再開、もしくは新規に始めだしたが、ログアウトテーブルトークRPGシリーズが開拓した「B5判書籍ソフトカバー」の形態は日本のテーブルトークRPG市場ではスタンダードになり、現在では多くの出版社がこの形態でゲームを出している。
なお、海外でもテーブルトークRPGシリーズの主流は書籍タイプに移っているがスタンダードはA4判である。B判は日本独自の判型であるためである（海外のB判とは大きさが異なる）。

## ラインナップ
- アニムンサクシスTRPG
- アルシャード
  - アルシャード
  - アルシャードff
  - アルシャード・ガイアRPG
- 異能使い
- Aの魔法陣
- エンゼルギア 天使大戦TRPG
- 鋼鉄の虹 パンツァーメルヒェンRPG
- ゴーストハンターRPG
- クトゥルフ神話TRPG
- 上海退魔行
- 新世黙示録
- 真・女神転生RPG
  - 真・女神転生II TRPG誕生篇
  - 真・女神転生TRPG覚醒篇
- スターレジェンド
- ストームブリンガー
  - MICHAEL MOORCOCK'S ストームブリンガー
- セブン＝フォートレス
  - セブン＝フォートレス Advanced
  - セブン＝フォートレスV3
- 装甲騎兵ボトムズTRPG
- TRPGスーパーセッション大饗宴
- テラ:ザ・ガンスリンガー
- 天羅WAR
- 天羅万象
  - 天羅万象・零
- トーキョーN◎VA
  - トーキョーN◎VA The Revolution
  - トーキョーN◎VA The Revolution REVISED
  - トーキョーN◎VA The Detonation
- 特命転攻生
- ドラゴンアームズ バハムートハウリング
- ナイトウィザード
- BEAST BIND NEW TESTAMENT 新約・魔獣の絆
- ビーストバインド トリニティ
- 秘神大作戦
- ブルーローズ
- ブレイド・オブ・アルカナ
  - ブレイド・オブ・アルカナ
  - ブレイド・オブ・アルカナ The 2nd Edition
  - ブレイド・オブ・アルカナ The 3rd Edition
- モンスターメーカーリザレクションTRPG
- 輪廻戦記ゼノスケープ
- レジェンド・オブ・フェアリーアース
- ローズ・トゥ・ロード（新版）